# Peniophoraceae
Peniophoraceae — родина грибів порядку русулальні.
Родина є космополітичною. Представники переважно сапротрофи, що викликають гниття деревини.
За інформацією 10-го видання Словника грибів (Dictionary of the Fungi), родина містить 7 родів і 88 описаних видів.